# (68719) Jangyeongsil
(68719) Jangyeongsil est un astéroïde de la ceinture principale.

## Description
(68719) Jangyeongsil est un astéroïde de la ceinture principale. Il fut découvert le 16 février 2002 à Bohyunsan par Young-Beom Jeon. Il présente une orbite caractérisée par un demi-grand axe de 2,47 UA, une excentricité de 0,10 et une inclinaison de 4,9° par rapport à l'écliptique.

## Compléments